# معهد التشغيل الذاتي
معهد الأتمتة ، الأكاديمية الصينية للعلوم (في اللغة الصينية: 自动化研究所; في لغة بينيين: Zìdònghuà Yánjiūsuǒ) هو مختبر أبحاث تابع للأكاديمية الصينية للعلوم والذي يركز في مجال بحثه على الروبوتات، والتعرف على الأنماط ونظرية التحكم .

## روابط خارجية
- الموقع الرسمي